# Oliver Irsay
Oliver Irsay (en Hongrois Irsai Olivér) est un cépage blanc. Il s'agit d'une variété récente obtenue en 1930 par le hongrois Pál Kocsis à partir d'un croisement des cépages Pozsonyi Fehér et Gyöngye Csaba (Perle de Czabah). Le cépage Oliver Irsay est surtout répandu dans les régions viticoles hongroises de Pannonhalma-Sokoróalja, du sud du lac Balaton, de Mátraalja et de Ászár-Neszmély. Il est également cultivé en Slovaquie, en République tchèque et en Autriche (surtout dans la région du Burgenland). Le vin obtenu est caractérisé par des arômes fruités et des notes végétales de muscat.
Synonymes : Irsai Olivér, Aranylo, Muscat Oliver
Cépages d'origine : Pozsonyi Fehér x Perle de Czabah